# Красная Горка (Краснинский район)
Красная Горка — деревня в Краснинском районе Смоленской области России. Входит в состав Красновского сельского поселения.
Расположена в западной части области в 26 км к северо-западу от Красного, в 0,1 км севернее автодороги М1 «Беларусь», на берегу реки Вязовка, в 3 км к востоку от границы России и Белоруссии. В 1,8 км к юго-западу от деревни расположена железнодорожная станция Красное на линии Москва — Минск. В деревне находится автомобильный таможенный пост Красная Горка, для пропуска транспорта на магистрали М1.

## История
В годы Великой Отечественной войны деревня была оккупирована гитлеровскими войсками в июле 1941 года, освобождена в сентябре 1943 года.

## Памятники
В селе находится братская могила, в которой похоронен Герои Советского Союза Иван Бутенко и Юрий Горохов.

## Население
| 2007 |
| ---- |
| 156  |

Население — 154 жителя (2010 год). 